# Фестивал снега у Сапороу
Сапоро фестивал снега (јап. さっぽろ雪まつり, Сапоро јуки-мацури) је фестивал који се сваке године у фебруару одржава у Сапору у Јапану и траје седам дана. Главна места одржавања фестивала су парк Одори, Сусукино и Цудоме.

## Увод
Сапоро фестивал снега је један од највећих и најкарактеристичнијих зимских догађаја. За време 57. фестивала 2007. године, Сапоро је посетило преко два милиона људи како би видели стотине снежних статуа и ледених скулптура у парку Одори и Сусукиноу у центру Сапороа, као и у Сатоланду. У парку Одори се од 1974. године одржава интернационално такмичење у прављењу скулптура од снега, а 2008. године је учествовало чак 14 тимова из разних области света.
Тематика скулптура варира од године до године и обично је то догађај, позната особа, или грађевина из претходне године. 2004. године, на пример, су се правиле статуе Хидеки Мацуија, познатог играча бејзбола, који је тада играо за Њујоршке Јенкије. Такође се прави и неколико бина од снега на којима се одржавају музички наступи. У Сатоланду постоје велики снежни и ледени тобогани, као и огроман лавиринт од снега. Посетиоци парка Одори и Сатоланда такође могу уживати и у разноликој домаћој кухињи Хокаида, као што су свежа морска храна, кромир и кукуруз и свежи млечни производи.
Укупан број статуа сваке године је око 400. 2007. године направљено је 307 статуа у парку Одори, 32 статуе у Сатоланду и 100 статуа у Сусукино. Добар поглед на дела се може видети са телевизијске куле код парка Одори.

## Историја
Фестивал снега је почео 1950. године као једнодневни догађај када је шест локалних среднњошколаца направило шест снежних статуа у парку Одори. 1955. године, Оружане снаге Јапана из оближње базе Макоманаи су се придружиле и направиле прву масивну снежну скулптуру по којој је фестивал данас познат. Постојало је неколико фестивала снега у Сапору пре овог, али су сви били укинути током Другог светског рата.
Дана 4. фебруара 1966. године, авион који је летео из Сапороа за Токијо се срушио у Токијски залив и однео животе 126 путника и 7 чланова посаде. Већина путника се враћало за Токио са Сапоро фестивала снега. Због енергетске кризе 1974, статуе су прављене уз помоћ буради, јер због мањка горива због кризе камиони нису могли да доносе снег на фестивал. Исте године започето такмичење у прављењу снежних статуа и од те године долазили су тимови из разних земаља, нарочито из партнерских градова Сапороа, као што је Минхен.
У годинама када су прикупљене снежне падавине мале, Оружане снаге Јапана, којима учествовање на фестивалу спада под тренинг, доносе снег из околине Сапороа. База Макоманаи, једна од три важнија места одржавања фестивала од 1965, имала је највеће скулптуре и акценат на прављењу игралишта за децу. Коришћење Макоманаи базе је укинуто 2005. године и 2006. је премештено у Сапоро Сатоланд који се налази у Хигаши-ку. Године 2009, место одржавања је из Сатоланда премештено у Цудому. Цудому је купола која се користи за разне спортске догађаје и налази се у близини Сапоро Сатоланда.
Године 1990, успостављена је још једна локација фестивала – парк Накађима, али је убрзо након тога, 1992. године, укинута. Трећа локација, позната по имену Сусукино фестивал леда (јап. すすきの氷の祭典, Сусукино кори но саитен), налази се у дистрикту за ноћни живот у Сусукиноу и обухвата претежно резбарење у леду. Ова локација је одобрена 1983. године. Сваке године се у Сусукиноу одржава женски избор лепоте по имену Краљица леда Сусукиноа.